# Военно-окружное управление в Русской императорской армии

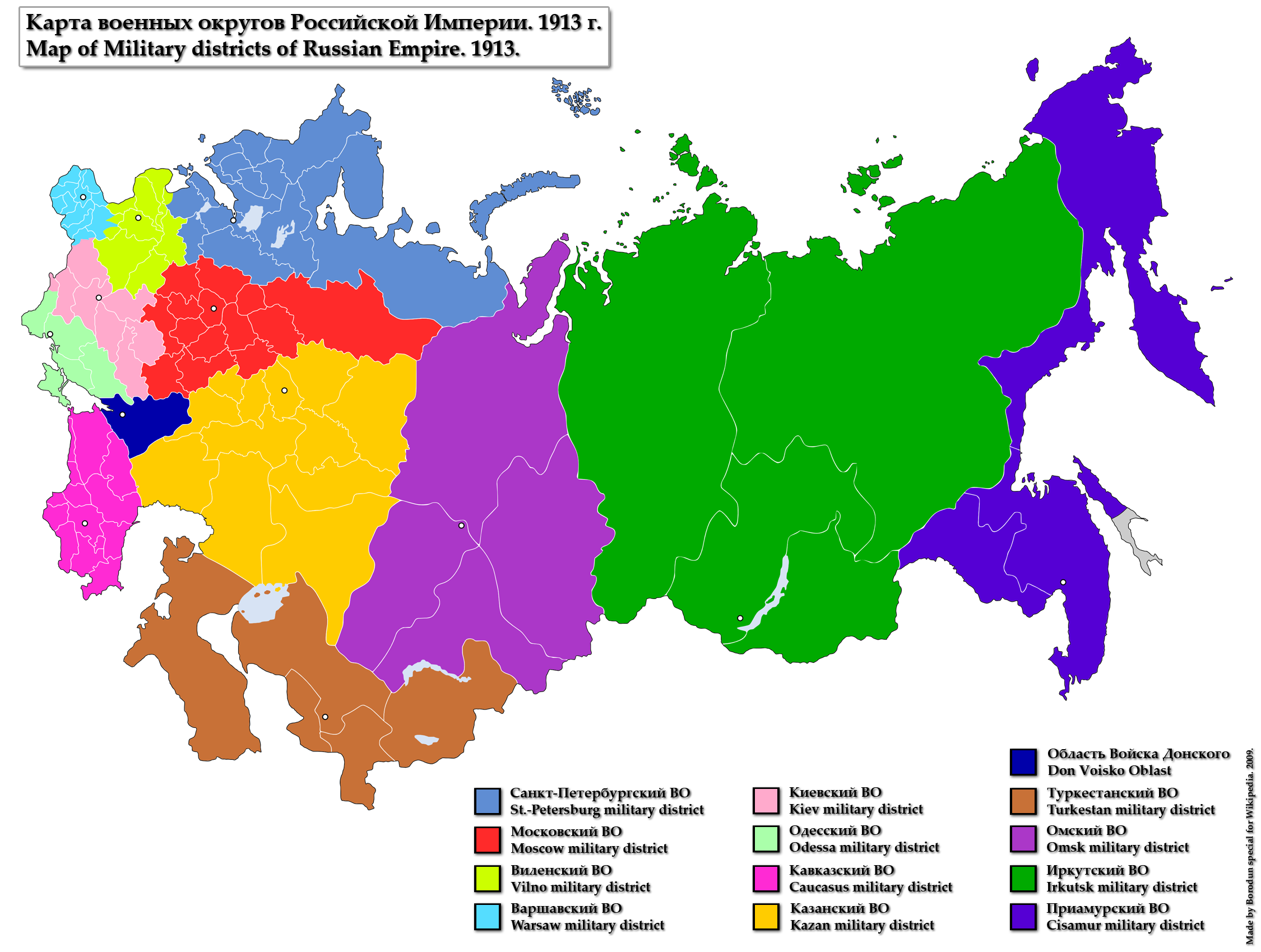
Схема военных округов России, на 1913 год.

Военно-окружное управление в Русской императорской армии — организация военного управления, для более качественной подготовки личного состава штабов и формирований на случай войны, упорядочения процессов мобилизации и удобства управления войсками в мирное время, в Российской империи, в ходе реформ, в 1860-х — 1870-х годах, при Всероссийском императоре Александре II.
Военно-окружное управление в Русской императорской армии было введено в 1862 году и обеспечило лучшее управление войсками. Инициатором военной реформы был военный министр Д. А. Милютин, который подал предложение «Главные основания предполагаемого устройства военного управления по округам» в мае 1862 года императору Александру II. Возникнув после поражения России в Крымской войне, военные округа стали основой армии мирного времени. На случай войны приграничные округа представляли собой готовые полевые армии, а тыловые становились их ресурсной базой. Военно-окружная система прошла испытания несколькими крупномасштабными региональными войнами и одной мировой и показала свою эффективность. Система военных округов затем была взята на вооружение РККА.

## Формирование
Округа создавались в 1862—1864 годы , что существенно изменило всю организацию военного управления, устройство армии, ее мобилизационные возможностей, улучшило подготовку и обеспечение войск. Командующие округов и военно-окружные управления (ВОУ) взяли на себя решение большинства вопросов повседневной жизнедеятельности войск, получив для этого полномочия. Военное министерство освободилось от хозяйственно-организаторских забот, став на деле органом высшего военного управления.
Положение о военно-окружных управлениях от 6 августа 1864 года законодательно установило наименования и территориальное расположение («расписание») 10 военных округов.
10 августа 1864 года был подписан приказ военного министра Д. А. Милютина № 228 были сформированы военно-окружные управления как в ранее образованных округах, так и во вновь открывавшихся: Петербургском, Финляндском, Рижском, Виленском, Варшавском, Киевском, Одесском, Харьковском, Московском и Казанском.
Главному начальнику каждого округа присвоили наименование «командующий войсками военного округа», на должность он назначался высочайшим повелением. Были установлены права и функции командующего, структура (состав), круг полномочий и обязанностей как в целом военно-окружных управлений, так и отдельных их составляющих. Предусматривалось, что командующий округом может одновременно являться и генерал-губернатором вверенных ему гражданских территорий. Первой и главной задачей командующего было точное и неукоснительное исполнение законов и военных постановлений, а также высочайших повелений.
Каждое из военно-окружных управлений включало в себя: военно-окружной совет, окружной штаб, окружное интендантское управление, окружное артиллерийское управление, окружное инженерное управление, окружное военно-медицинское управление, а также окружного инспектора военных госпиталей.

## Округа и командующие
Первые десять округов и их командующие были определены 10 августа 1864 года приказом военного министра Д. А. Милютина № 228.
- Варшавский военный округ — генерал от инфантерии Ф. Ф. Берг,
- Виленский военный округ — генерал от инфантерии М. Н. Муравьев,
- Киевский военный округ — генерал от инфантерии Н. Н. Анненков,
- Одесский военный округ — генерал от инфантерии П. Е. Коцебу,
- Рижский военный округ — генерал от инфантерии В. К. Ливен,
- Петербургский военный округ — великий князь Николай Николаевич (старший),
- Финляндский военный округ — генерал от инфантерии П. И. Рокасовский,
- Харьковский военный округ — генерал от кавалерии В.Ф. фон дер Лауниц,
- Московский военный округ — генерал от инфантерии А. И. Гильденштуббе,
- Казанский военный округ — генерал-лейтенант Р. И. Кнорринг.

В 1865 году учреждаются Кавказский военный округ, приказом военного министра № 279 от 6 августа 1865 года — Оренбургский, Западно-Сибирский и Восточно-Сибирский округа.
В 1867 году был сформирован Туркестанский военный округ.
После 1867 года количество и конфигурация военных округов неоднократно менялись: так, в 1870 году Рижский военный округ был упразднен, а его территория поделена между Виленским и Петербургским.
В 1881 году, после присоединения последних казахских жузов к России, был упразднён пограничный Оренбургский военный округ, его территория присоединена к Казанскому округу.
В 1882 году Западно-Сибирский округ, которому из Туркестанского была передана Семиреченская область, переименован в Омский военный округ.
В 1884 году обширный Восточно-Сибирский военный округ был разделен для удобства управления и соответственно проведения возможных военных операций на Иркутский и Приамурский военные округа.
В 1888 году упразднён Харьковский военный округ, его территория разделена между Киевским и Московским. Закаспийская область, которая первоначально находилась в подчинении Кавказского военного округа, в 1890 г. получила самостоятельное управление по образцу военно-окружного. Во главе ее был поставлен начальник области — он же командующий войсками.
В 1899 году упразднён Иркутский округ, вместе с Омским он влился в Сибирский военный округ (до 1906 года, когда они вновь были разделены). Закаспийская область передаётся в состав Туркестанского округа.
В 1905 году Финляндский военный округ включается в состав Петербургского.
Накануне Первой мировой войны в стране имелось 12 военных округов: Петербургский, Виленский, Варшавский, Киевский, Одесский, Московский, Казанский, Кавказский, Туркестанский, Омский, Иркутский и Приамурский.